# Мы вас похороним
«Мы вас похороним» — знаменитая фраза Никиты Сергеевича Хрущёва, адресованная западным послам на приёме в польском посольстве в Москве 18 ноября 1956 года. Переводчиком на встрече был Виктор Суходрев. Фраза, вырванная из контекста западными СМИ, произвела ужасающее впечатление на жителей Запада. На самом деле полностью она звучала так: «Нравится вам или нет, но история на нашей стороне. Мы вас похороним», то есть социализм (и в последующем — коммунизм) эффективнее, а следовательно переживёт капитализм. Имелся в виду известный тезис Маркса о том, что пролетариат является могильщиком капитализма. Вследствие обратного перевода на русский язык высказывание распространилось в виде «Мы вас закопаем».
Михаил Горбачёв писал в книге «Перестройка и новое мышление для нашей страны и для всего мира», что образ, применённый Хрущёвым, был навеян происходившими в тридцатые годы дискуссиями учёных-аграрников, которые были прозваны спорами «кто кого закопает».
Позже, выступая несколько лет спустя с программной речью в Югославии, Хрущёв пояснил, что он «не имел в виду буквальное выкапывание могилы лопатой, но лишь то, что капитализм погубит его же собственный рабочий класс». Кроме того, он сказал о неизбежности перехода капитализма в социализм, так же, как когда-то феодализм был сменен капитализмом. Фраза была им повторена на одной из встреч с журналистами в США в сентябре 1959 года.
По другой версии, фраза прозвучала на заседании Генеральной ассамблеи ООН 12 октября 1960 года при обсуждении внесённого делегацией СССР проекта резолюции о предоставлении независимости колониальным странам и народам, как совет выступавшему против этой резолюции филиппинскому делегату «взять заступ и поглубже похоронить империализм».
Более полная версия:

Я протестую против неравноправного отношения к представителям государств, здесь заседающих. Почему этот холуй американского империализма выступает? Он затрагивает вопрос, он не процедурный вопрос затрагивает! И Председатель, который симпатизирует этому колониальному господству, он не останавливает его! Разве это справедливо? Господа! Господин Председатель! Мы живем на земле не милостью Божьей и не вашей милостью, а силой и разумом нашего великого народа Советского Союза и всех народов, которые борются за свою независимость.
Не заглушить вам голос народа, голос правды, который звучит и будет звучать. Конец, могила колониальному рабству! Долой его и похоронить его, чем глубже, тем лучше!
— Наталия Терехова. Как Хрущев в ООН поднимал авторитет СССР среди колониальных народов. Радио ООН (август 2005).